# Лідія Попель
Лідія Попель (пол. Lidia Popiel; на даний час має прізвище Лінда, пол. Linda; нар. 1959) — польська журналістка, фотографка, кіноакторка, фотомодель, громадська і політична діячка. Головна редакторка журналу «Fine Life».

## Біографія
Журналістка «Polsat Cafe».
Понад 3 роки вела розділ моди «П'ята авеню» додатку до газети «Rzeczpospolita», який часто ілюструвала своїми фотографіями. З 1985 року — професійна фотографка. Працювала для журналів «Zwierciadła», «Pani», «Sukces», «Machiny», «Scena», «Gentleman». Викладає курс фотографії на факультеті Варшавської кіношколи. У 1998 році відбулася її виставка фотопортретів відомих людей, яка експонувалася в найбільших польських містах протягом майже 10 років.
Активістка громадського руху «Польща — це жінка», реорганізованого згодом у нову політичну організацію — «Партію жінок». На даний час Лідія Попель входить до її керівного складу.
У 2007 році мер Гданська нагородив Л. Попель титулом Посол Бурштину 2008/2009. У 2009 році вона посіла 12 місце в рейтингу найвпливовіших жінок Польщі.
Одружена з польським актором і режисером Богуславом Ліндою.

## Фільмографія
- 1987 — Одинадцята заповідь / Jedenaste przykazanie — коханка генерала
- 1988—1990 — У лабіринті / W labiryncie (телесеріал) — Тамара
- 1991 — Кролль / Kroll — Ангела
- 2001 — Клініка під Вирвигрошем / Klinika pod Wyrwigroszem (телесеріал) — буфетчиця